# Брад (Негрі, Бакеу)
Брад (рум. Brad) — село у повіті Бакеу в Румунії. Входить до складу комуни Негрі.
Село розташоване на відстані 262 км на північ від Бухареста, 17 км на північ від Бакеу, 68 км на південний захід від Ясс.

## Населення
За даними перепису населення 2002 року у селі проживали 113 осіб, усі — румуни. Усі жителі села рідною мовою назвали румунську.